# Sarah Wiener

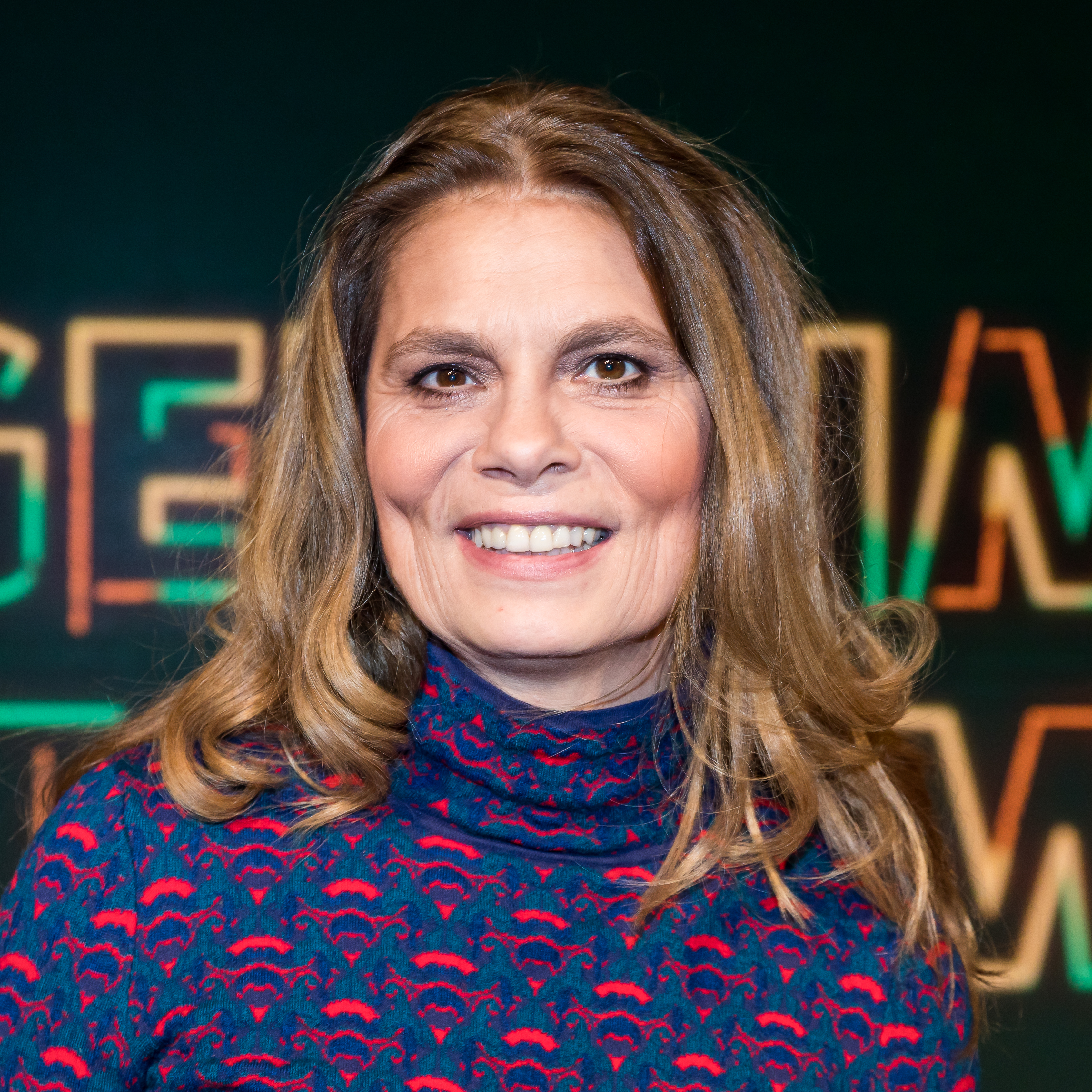
Sarah Wiener (2018)

Sarah Wiener (* 27. August 1962 in Halle/Westfalen) ist eine deutsch-österreichische Unternehmerin, Fernsehköchin, Autorin und Politikerin. Bei der Wahl zum Europäischen Parlament 2019 kandidierte sie als Parteilose für die österreichischen Grünen und wurde zur Abgeordneten gewählt.

## Leben

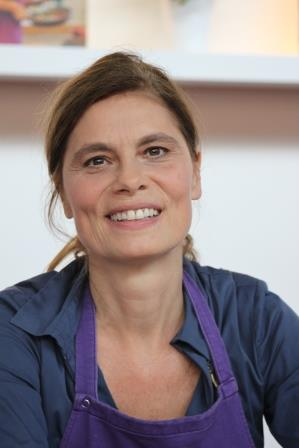
Sarah Wiener (2014)

Sarah Wiener – Tochter des österreichischen Schriftstellers, Kybernetikers und Gastronomen Oswald Wiener und der deutsch-österreichischen Bildenden Künstlerin Lore Heuermann – wuchs in Wien bei ihrer Mutter auf; die Eltern lebten getrennt. Von ihrem 8. bis 11. Lebensjahr ging sie auf eine Waldorfschule, zuvor besuchte sie das Lycée Français de Vienne. Im Alter von siebzehn Jahren verließ Sarah Wiener ihre letzte Schule, ein Mädcheninternat, und trampte anschließend durch Europa, wo sie sich mit Gelegenheitsarbeiten durchschlug. Schließlich lebte sie, die weder einen Schulabschluss noch eine Berufsausbildung besitzt, als 24-Jährige mit ihrem Sohn in Berlin. Sie bezog zunächst Sozialhilfe, kellnerte später im Lokal Axbax und arbeitete in der Küche des Restaurants Exil in Berlin-Kreuzberg, das ihrem Vater gehörte. Dort buk sie an Vormittagen Kuchen und Torten und verkaufte sie anschließend. Außerdem bekochte sie die Belegschaft einer Werbeagentur. 1987 begann Wiener eine Kampfsportkarriere und wurde in den Jahren 1991 und 1992 Berliner Stadtmeisterin im Vollkontakt-Taekwondo.
1990 gründete sie das Unternehmen Sarah Wieners Tracking Catering (heute Hoflieferanten Berlin): Sie nahm einen Kredit auf, kaufte einen ausrangierten W50-Küchenwagen der NVA und begann ihre Tätigkeit bei den Dreharbeiten eines Films in Polen. Mit der Zeit wurde sie in der Branche bekannt und verpflegte mit ihrer mobilen Küche Filmcrews im In- und Ausland. In Österreich übernahm sie beispielsweise das Catering bei Nordrand.
1999 eröffnete sie in Berlin-Mitte ihr erstes Restaurant: Das Speisezimmer. 2001 kam Mutter und Schraube im Deutschen Technikmuseum dazu (später abgegeben). 2003 eröffnete sie das Restaurant Sarah Wiener im Hamburger Bahnhof im gleichnamigen Museum, 2005 das Bistro Sarah Wiener in der Akademie der Künste am Brandenburger Tor und seit Anfang 2009 betreibt Sarah Wiener das Café im Museum für Kommunikation Berlin.
Seit 2009 betrieb sie das Restaurant Gottlieb im Mercedes-Benz-Kundencenter in Bremen, zwei Jahre später übernahm sie auch die Gastronomie im Museum in der Mercedes-Benz-Welt in Stuttgart. Ende November 2014 kündigte die Daimler AG (Mercedes-Benz Group) Sarah Wiener wegen Verstößen gegen soziale Standards für Angestellte zwei Verträge für den Betrieb von Restaurants in der Mercedes-Benz-Welt sowie in Bremen.
2004 wurde die Sarah Wiener GmbH gegründet. Sie hat ihren Sitz in Berlin und Hamburg und betreibt die oben genannten Restaurants sowie einen Event-Catering-Service mit derzeit mehr als zweihundert Mitarbeitern. In der Holzofenbäckerei Wiener Brot in Berlin werden Backwaren aus dem mit brandenburgischem Robinienholz befeuerten Steinofen verkauft.

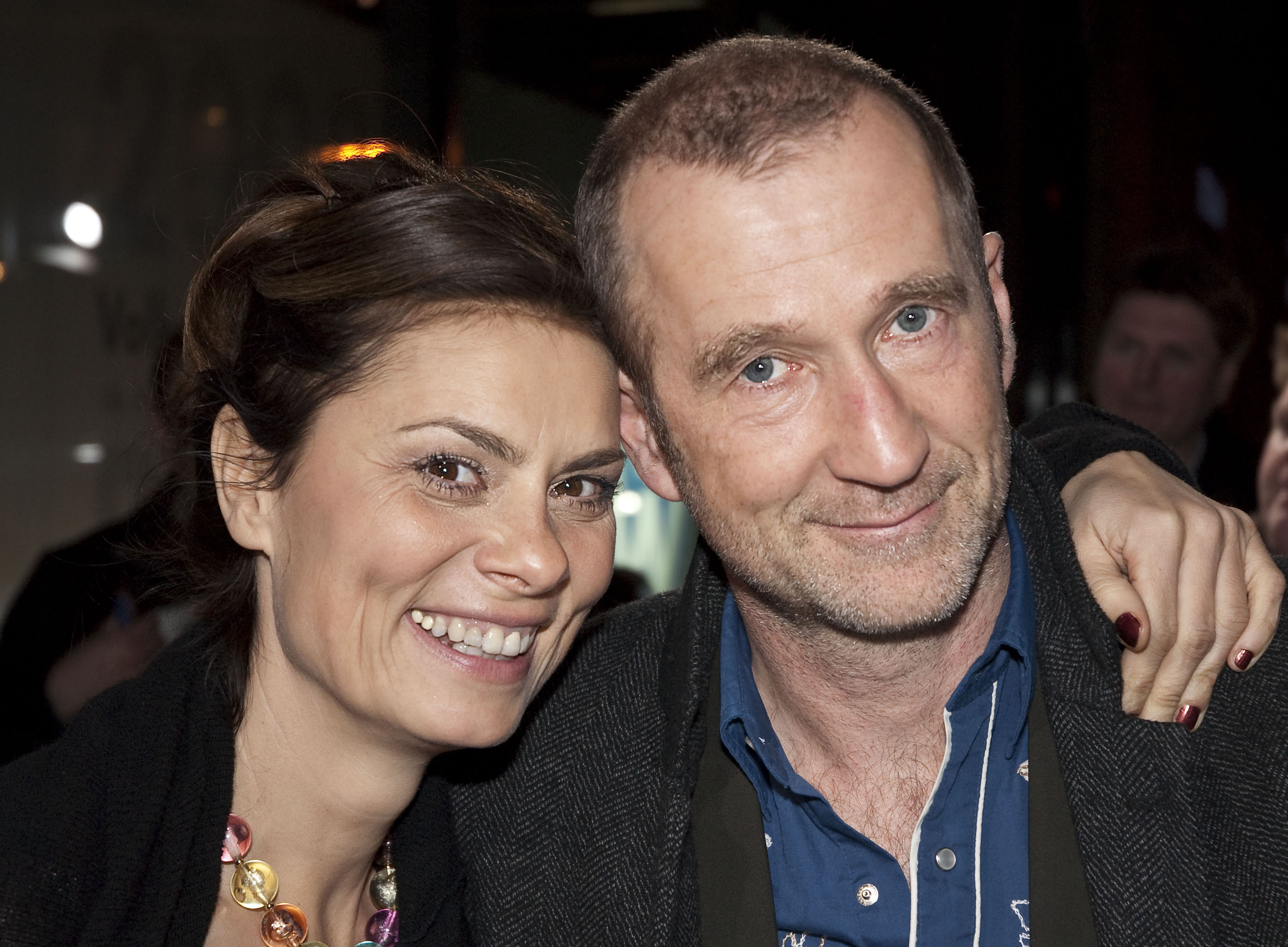
Wiener mit Peter Lohmeyer (2008)

Seit September 2009 gibt es Das große Sarah-Wiener-Kochspiel, das Kindern am Computer zeigen soll, wie viel Spaß gemeinsames Kochen macht und ihre Lust auf gesundes Essen wecken soll. Auch als Kolumnistin mit Ernährungsthemen tritt die Wahlberlinerin auf, seit März 2018 läuft 14-täglich die fünfminütige Sendung Sarah Wieners Speisekammer auf Deutschlandfunk Kultur.
2015 übernahm sie mit Partner das „Gut Kerkow“, eine Landwirtschaft mit u. a. Rinderzucht, Hofschlachtung und eigener Fleischerei, in der Uckermark.
Am 23. Juli 2020 meldete sie für ihre zwei Berliner Restaurants und den Catering-Betrieb Insolvenz an. Ausschlaggebend waren nach ihrer Aussage die wirtschaftlichen Auswirkungen der COVID-19-Pandemie. Ihre restlichen Unternehmen sind nicht von der Insolvenz betroffen.
Sarah Wiener war von 2008 bis Juli 2014 mit dem Schauspieler Peter Lohmeyer verheiratet. Sie lebt in der Uckermark, nahe dem u. a. von ihr betriebenen „Gut Kerkow“ in einem Mondholzhaus.

### Fernsehauftritte
In Deutschland wurde sie durch die ARD-Doku-Soap Abenteuer 1900 – Leben im Gutshaus (Premiere: 9. November 2004) bekannt. In der Rolle der Mamsell hatte sie dort ihren ersten Auftritt vor einem bundesweiten Fernsehpublikum. Danach trat sie in verschiedenen Fernsehsendungen auf, so unter anderem bei Johannes B. Kerner. Schließlich war sie in dessen freitäglicher Kochshow Kochen bei Kerner als Köchin zu sehen.
2006 war Wiener Protagonistin in den Folgen Sarah Wiener in Marrakesch und Sarah Wiener: Karwoche auf Sardinien der SWR-Reihe Länder – Menschen – Abenteuer. Im Sommer 2006 war Wiener zusammen mit den beiden deutschen Fernsehköchen Rainer Sass und Ralf Zacherl in einer Ausgabe der von Christian Clerici moderierten ORF-Show Wahre Freunde zu Gast.
Anfang 2007 strahlte arte in Koproduktion mit dem ORF Wieners erste eigene Kochsendung aus, Die kulinarischen Abenteuer der Sarah Wiener ... in Frankreich. Dafür reiste Wiener durch verschiedene französische Regionen und lernte bei 20 unterschiedlichen Wirten, Köchen und Konditoren regionale Spezialitäten kennen, die sie im Anschluss originalgetreu zubereiten musste. Eine Jury bewertete ihre Kochkünste.
Nach dem Erfolg der vorhergehenden ersten Staffel wurden im Herbst 2007 elf neue Folgen ausgestrahlt; ebenfalls mit dem gleichen regionalen Schwerpunkt. In der dritten Staffel, welche erstmals im Dezember 2008 gesendet wurde, war Wiener schließlich in italienischen Regionen kulinarisch unterwegs. Zwei Jahre danach folgten Die kulinarischen Abenteuer der Sarah Wiener in den Alpen, in denen Wiener in Frankreich, Deutschland, Österreich und der Schweiz unterwegs war. 2012 gab es eine weitere Fortsetzung, in der sie Großbritannien bereiste, ausgestrahlt auf arte, und ORF III. Für diese und weitere Staffeln ihrer TV-Kochsendung arbeitete sie mit dem Filmkomponisten Jens Grötzschel zusammen.
Im Jahr 2009 sendete arte die 10-teilige Serie Sarah und die Küchenkinder. In dieser Doku-Reihe verbrachte Wiener den Sommer mit zwölf Kindern aus verschiedenen europäischen Ländern auf einem Landsitz in der Provence, brachte ihnen Kochen bei und versuchte, ihnen die Freude an naturnaher Ernährung nahezubringen. Außerdem hatte sie 2009 einen Cameo-Auftritt in der Fernsehserie Der kleine Mann.
2013 machte sich Wiener in Sarah Wieners erste Wahl in zehn Episoden auf die Suche nach der Basis verschiedener Lebensmittel wie Getreide, Öl, Fleisch, Honig oder Fisch. Die Reisen führten sie durch ganz Europa. Eine weitere Fortsetzung der kulinarischen Abenteuer gab es im 2014. Diesmal reiste sie durch Asien.
2014 hatte sie eine kleine Rolle in der Impro-Comedyshow Hotel Zuhause: Bitte stören! von Ralf Schmitz als Köchin von Ralfs Nachbarin Sina. Im Dezember 2016 hatte sie einen Gastauftritt in der ARD-Telenovela Rote Rosen.
Im April 2017 wurde auf arte die 2016 produzierte fünfteilige Serie Sarah Wiener – Eine Woche unter… erstausgestrahlt. Dabei verbrachte Wiener jeweils eine Woche bei Lachsfischern auf der Nordsee, Ringern im Olympiastützpunkt Rheinland-Pfalz/Saarland, einer Winzerfamilie im Saarland, Bundeswehrsoldaten und Mönchen im Kloster Langwaden.

### Engagement
Seit Oktober 2006 ist Sarah Wiener Schirmherrin des Tierzuchtfonds für artgemäße Tierzucht unter dem Motto „Guter Geschmack beginnt bei der Zucht!“. Wiener setzt sich z. B. gegen das Töten männlicher Küken aus wirtschaftlichen Gründen ein. Seit 2007 ist Wiener Schirmherrin der Aktion Haushalt ohne Genfood sowie Mitglied der vom damaligen Bundesumweltminister Sigmar Gabriel anlässlich der CBD-COP9 ins Leben gerufenen „Natur-Allianz“, die sich für den Erhalt der biologischen Vielfalt einsetzt. Im gleichen Jahr wurde ihre Sarah Wiener-Stiftung ins Leben gerufen. Zu den Gründungsmitgliedern zählen außerdem u. a. Alfred Biolek und der Demeter e. V. Zweck der Stiftung ist die Förderung von gesunden Ernährungsgewohnheiten bei Kindern und Jugendlichen. Seit 2008 unterstützt Sarah Wiener die Aktion Aus Liebe zur Natur. Ohne Gentechnik. des BUND. Im November 2011 wurde sie eine der deutschen Botschafterinnen der UN-Dekade Biologische Vielfalt. 2012 sprach Sarah Wiener auf der jährlichen Wir haben es satt!-Demonstration in Berlin. 2013 wurde Sarah Wiener vom französischen Botschafter Maurice Gourdault-Montagne als Ritter des Ordre national du Mérite ausgezeichnet. Sie ist Schirmherrin des Berliner Staudenmarkts und bekam zusammen mit ihrer Stiftung den internationalen B.A.U.M.-Sonderpreis als Auszeichnung für ihre Leistung im Sinne der Nachhaltigkeit. Seit 2013 ist sie außerdem Patin der Kampagne „Rettet unsere Böden (Save our Soils)“
Sarah Wiener unterschrieb im Herbst 2013 als eine der Erstunterzeichner den von Alice Schwarzer in der von ihr herausgegebenen Zeitschrift Emma initiierten Appell gegen Prostitution.
2015 war sie neben Sven Giegold eine der prominenten Referenten auf einer Fachtagung über ganzheitliche PR, die von der GLS-Bank, Weleda, dem Bund der Freien Waldorfschulen, der Alanus-Hochschule Alfter und weiterer anthroposophischer Organisationen veranstaltet wurde.
Seit 2016 unterstützt Sarah Wiener das „Bündnis für Brandenburg“, eine Initiative des Landes Brandenburg, die dafür sorgen möchte, dass die Integration von Flüchtlingen gelingt.
Beim Informellen Rat der EU-Landwirtschaftsminister auf Schloss Hof – im Rahmen des österreichischen EU-Ratsvorsitzes 2018 – wurde Sarah Wiener von Ministerin Elisabeth Köstinger (ÖVP) eingeladen und hielt eine Rede.

### Politik
Am 17. Februar 2019 gab Sarah Wiener ihre Bewerbung für den zweiten Listenplatz der österreichischen Partei Die Grünen – Die Grüne Alternative bei der Europawahl 2019 bekannt. Ursprünglich hatte Monika Vana, seit 2014 bereits Mitglied des Europäischen Parlaments, intendiert, für den zweiten Listenplatz zu kandidieren, die jedoch zu Gunsten von Wiener zurückzog und für den dritten Platz kandidierte. Der Parteikongress der Grünen bestätigte Wiener für den zweiten Platz. Im Wahlkampf sagte Wiener, sie würde sich bei einer Wahl ins Parlament für nachhaltige Landwirtschaft, gesunde Ernährung und Biodiversität einsetzen.
Die Grünen verloren leicht im Vergleich zur vorherigen Europawahl – gewannen jedoch sehr stark im Vergleich zur vorherigen Nationalratswahl, bei der sie aus dem österreichischen Nationalrat ausgeschieden waren. Die Partei errang zwei der 18 österreichischen Mandate, damit waren Spitzenkandidat Werner Kogler und Sarah Wiener direkt gewählt. Kogler verzichtete auf das Mandat, sodass Nachrückerin Monika Vana gemeinsam mit Sarah Wiener der Fraktion Die Grünen/EFA beitrat. In der neunten Legislatur (2019–2024) ist Wiener für ihre Fraktion Mitglied im Ausschuss für Landwirtschaft und ländliche Entwicklung sowie stellvertretendes Mitglied im Ausschuss für Binnenmarkt und Verbraucherschutz.
Für die Europawahl 2024 verzichtete sie auf eine Kandidatur.

## Veröffentlichungen
Bücher
- Kochen mit Sarah Wiener. Bloomsbury, Berlin 2004, ISBN 3-8270-0583-3.
- Geschmack hat immer Saison: frische deutsche Eier, Eier haben’s drauf, Wissenswertes über Eier. CMA Centrale Marketing-Gesellschaft der deutschen Agrarwirtschaft, Bonn 2008 (Erstausgabe 2005).
- Sarah Wieners Mediterrane Küche. Bloomsbury, Berlin 2006, ISBN 3-8270-0665-1.
- Das große Sarah Wiener Kochbuch. Droemer-Knaur, München 2007, ISBN 3-426-64363-4.
- Sarah packt für Christo eine Liwanze ein – Geschichten aus der Küche. Berliner Taschenbuch-Verlag, Berlin 2008, ISBN 978-3-8333-0590-0.
- Frau am Herd. Natürlich, fantasievoll, köstlich. Droemer-Knaur, München 2008, ISBN 978-3-426-64828-5.
- Meine kulinarische Reise durch Frankreich – Eine Liebeserklärung mit Rezepten. Eichborn, Frankfurt am Main 2008, ISBN 978-3-8218-7315-2.
- La dolce Wiener: Süße Verführungen von Apfelstrudel bis Zimtschnecken. Droemer-Knaur, München 2009, ISBN 3-426-64841-5.
- Herdhelden. Mein ganz persönliches Österreich-Kochbuch. Gräfe und Unzer, München 2011, ISBN 978-3-8338-1691-8.
- Mathilda, die Wanderratte. Kinderbuch. Mit Bildern von Artur Wiener. Carlsen-Verlag, Hamburg 2011, ISBN 978-3-551-05200-1 (= 'Pixi-Serie Nr. 200: Alle lieben Pixi: 8 × 8 Stück, Band 1806').
- Die Adventsküche von Sarah Wiener. 24 Rezepte für den Winter. Mit Fotos von Wolfgang Schardt. Hansisches Druck- und Verlagshaus, Frankfurt am Main 2012, ISBN 978-3-86921-099-5.
- Kochen kann jeder mit Sarah Wiener. Gräfe und Unzer, München 2013, ISBN 978-3-8338-3615-2.
- Zukunftsmenü: Warum wir die Welt nur mit Genuss retten können. Riemann, München 2013, ISBN 978-3-570-50150-4.
- Wohlfühlmaschen. Stricken und Häkeln für Drinnen und Draußen. Gräfe und Unzer, München 2015, ISBN 978-3-8338-4854-4.
- Zukunftsmenü: Was ist uns unser Essen wert? Goldmann-Verlag, München 2017, ISBN 978-3-442-17685-4.
- Gerichte, die die Welt veränderten. Edition a, Wien 2018, ISBN 978-3-99001-279-6

DVDs
- Sarah Wiener in Marrakesch. WVG Medien / SWR, 2006.
- Sarah Wiener – Karwoche auf Sardinien. fernsehbüro / SWR, 2007.
- Die kulinarischen Abenteuer der Sarah Wiener. zero one film / arte, 2007.
- Die kulinarischen Abenteuer der Sarah Wiener. 2 zero one film / arte, 2007.
- Sarah Wiener Box. (Sarah Wiener in Marrakesch und Karwoche auf Sardinien) WVG Medien / SWR, 2008.
- Die kulinarischen Abenteuer der Sarah Wiener in Italien. zero one film / arte, 2008.
- Die kulinarischen Abenteuer der Sarah Wiener in den Alpen. zero one film / arte, 2010.
- Die kulinarischen Abenteuer der Sarah Wiener in Österreich. edel motion / zero one film / arte / ORF, 2011.
- Die kulinarischen Abenteuer der Sarah Wiener in Großbritannien. edel motion / zero one film / arte / ORF, Juni 2012.
- Sarah Wieners erste Wahl. Les coups de coeur de Sarah. edel motion / zero one film / arte / ORF, 2013
- Die kulinarischen Abenteuer der Sarah Wiener in Asien. edel motion / zero one film / arte / ORF, September 2014.

DVDs (mitwirkend)
- Abenteuer 1900 – Leben im Gutshaus. zero film/ARD, 2004.

Computerspiele (mitwirkend)
- Das große Sarah Wiener Kochspiel. Villa Hirschberg Online, Berlin 2009 (Erscheinungsdatum 4. September 2009), Plattform: Windows XP / Vista / 2000, Linux, Mac OS X.

## Auszeichnungen
- 2006: Herforder Preis – der deutsche Gastronomiepreis (Ehrenpreis)
- 2007: Orden ONE 100 („Beste Szeneköchin“), vom Magazin Bunte
- 2007: Trophée Gourmet (Ehrentrophée), vom österreichischen Gourmetführer A la Carte
- 2008: Goldene Cloche, Österreich
- 2008: Woman of Exception Award in der Kategorie Lebensstil für Deutschland, von Parmigiani Fleurier, Schweiz
- 2008: Les trophées de l’esprit alimentaire/French Food Spirit Award für die Arte-Serie Die kulinarischen Abenteuer der Sarah Wiener (Frankreich)
- 2008: Flair de Parfum (Preis der Wirtschaftskammer Wien)
- 2010: Blue Hearts Award[46][47]
- 2012: Fairness Preis (Fairness-Stiftung)[48]
- 2012: Feinschmeckerin des Jahres (Gault Millau, Österreich)[49]